# Scott Lehman
Scott Lehman (* 5. Januar 1986 in Windsor, Ontario) ist ein ehemaliger kanadischer Eishockeyspieler, der im Verlauf seiner aktiven Karriere zwischen 2002 und 2011 hauptsächlich in der American Hockey League (AHL) und ECHL auf der Position des Verteidigers gespielt hat. Darüber hinaus absolvierte Lehman eine Partie für die Atlanta Thrashers in der National Hockey League (NHL), die ihn im NHL Entry Draft 2004 ausgewählt hatten.

## Karriere
Scott Lehman begann seine Karriere als Eishockeyspieler bei den Toronto St. Michael’s Majors, für die er von 2002 bis 2006 insgesamt vier Jahre lang in der Ontario Hockey League (OHL) aktiv war. In dieser Zeit wurde er während des NHL Entry Draft 2004 in der dritten Runde als insgesamt 76. Spieler von den Atlanta Thrashers aus der National Hockey League (NHL) ausgewählt. In Diensten der St. Michael’s Majors war der Verteidiger im Jahr 2003 ins Second All-Rookie Team der OHL berufen worden und hatte im Jahr darauf die Bobby Smith Trophy erhalten.
In seiner ersten Spielzeit im professionellen Eishockey stand er in der Spielzeit 2006/07 hauptsächlich für die Gwinnett Gladiators aus der ECHL auf dem Eis, spielte jedoch auch dreimal für das primäre Farmteam der Thrashers, die Chicago Wolves, aus der American Hockey League (AHL). Die folgende Spielzeit verbrachte der Verteidiger größtenteils bei den Wolves, mit denen er den Calder Cup gewann. Während der Saison 2008/09 gab Lehman aufgrund mehrerer Verletzungen überraschend sein Debüt in der NHL. Während seines einzigen NHL-Einsatzes spielte er allerdings gerade einmal drei Minuten.
Nachdem er bis zum Saisonende 2009/10 nur noch für die Chicago Wolves gespielt hatte, unterschrieb Lehman am 21. Juli 2010 einen Vertrag bei den Milwaukee Admirals in der AHL. In der Saison 2010/11 erhielt der Kanadier neben Einsätzen für die Admirals auch Spielpraxis bei den Cincinnati Cyclones in der ECHL. Die Spielzeit 2011/12 verbrachte der Kanadier schließlich bei Cincinnatis Ligakonkurrenten Chicago Express, wo er bis Ende Dezember 2011 insgesamt 30 Partien absolvierte. Im Anschluss trat der 26-jährige Lehman nicht mehr im professionellen Eishockey in Erscheinung.

## Erfolge und Auszeichnungen
- 2003 OHL Second All-Rookie Team
- 2004 Bobby Smith Trophy
- 2008 Calder-Cup-Gewinn mit den Chicago Wolves

## Karrierestatistik
(Legende zur Spielerstatistik: Sp oder GP = absolvierte Spiele; T oder G = erzielte Tore; V oder A = erzielte Assists; Pkt oder Pts = erzielte Scorerpunkte; SM oder PIM = erhaltene Strafminuten; +/− = Plus/Minus-Bilanz; PP = erzielte Überzahltore; SH = erzielte Unterzahltore; GW = erzielte Siegtore; 1 Play-downs/Relegation; Kursiv: Statistik nicht vollständig)